# Brussels Expo

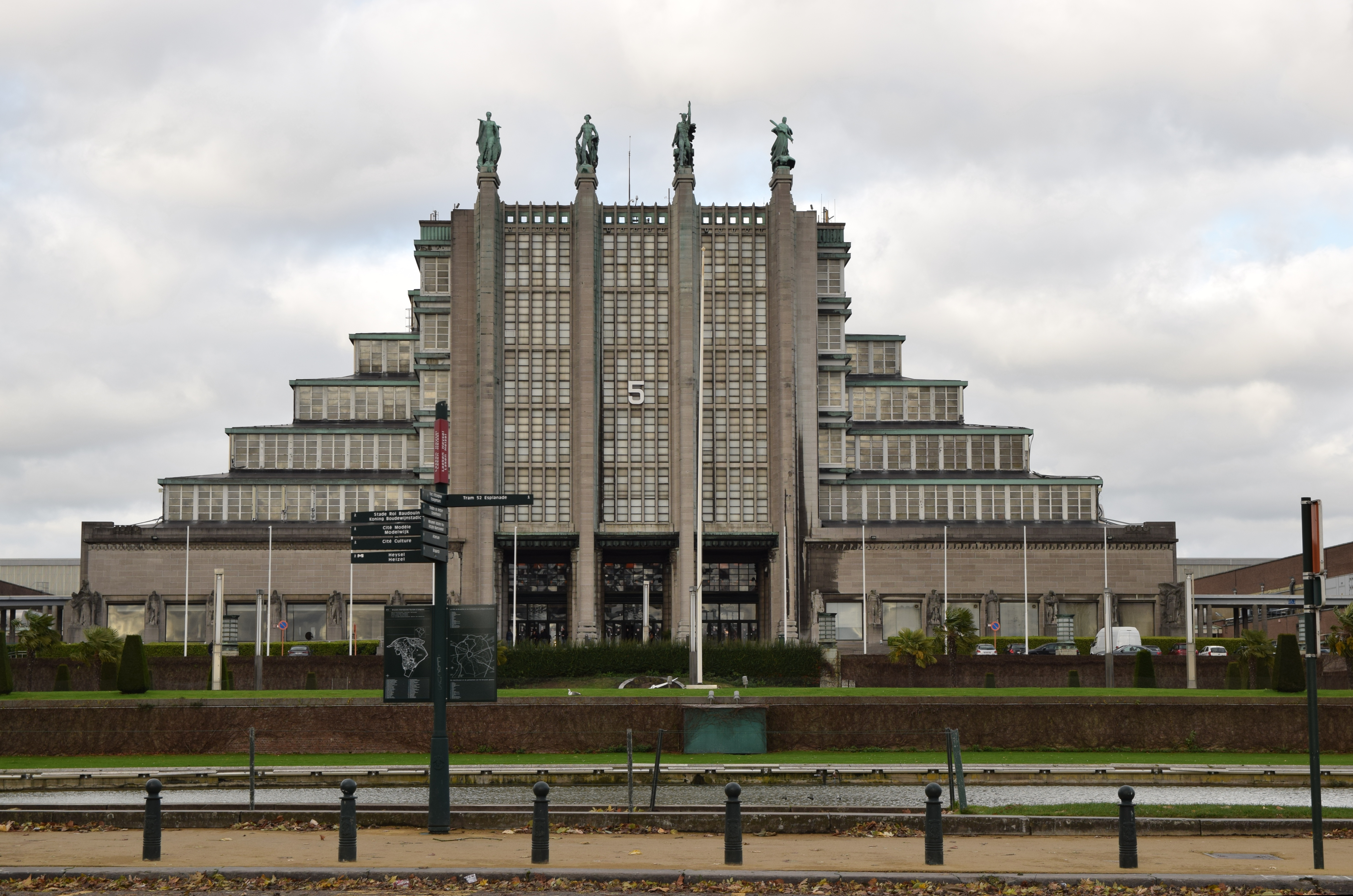
Palais 5 (Eeuwfeestpaleis)

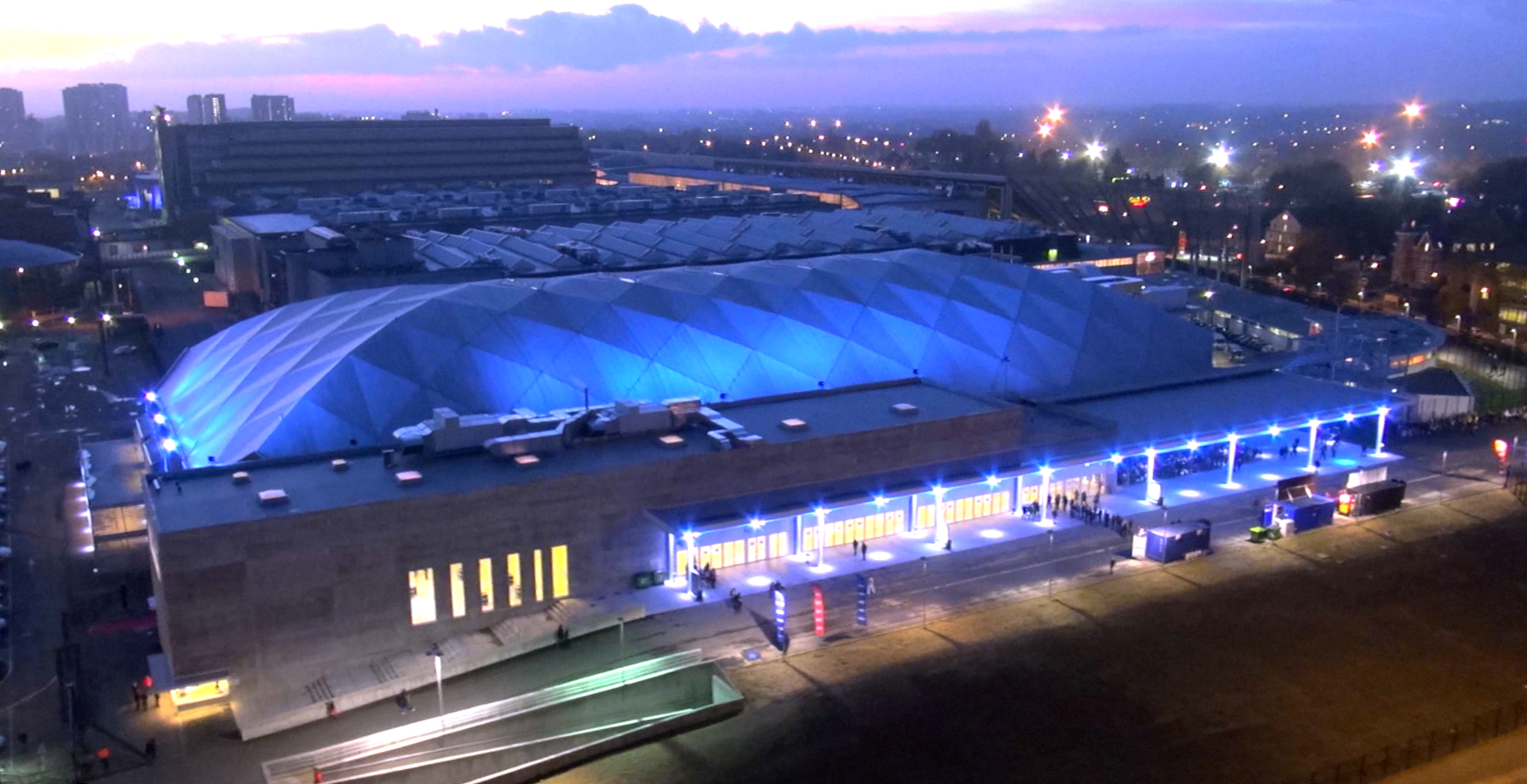
Palais 12 (Juni 2013)

Brussels Expo oder auch die Expositiehallen van Brussel bzw. Paleizen van de Heizel ist das Messegelände der belgischen Hauptstadt Brüssel. Es liegt auf dem Heysel-Plateau im nördlichen Stadtteil Laeken/Laken. Die Hallen (französisch Palais bzw. niederländisch Paleis genannt) werden für große nationale und internationale Ausstellungen genutzt.
Die Brussels Expo umfasst zwölf große Palais sowie einzelne andere Ausstellungsräume. Zudem gibt es dort auch zwölf Konferenzräume. Der größte von ihnen, das Auditorium 2000, bietet nahezu 2000 Sitzplätze. Die Parkplätze bieten rund 12.000 Fahrzeugen Platz und sind über den Brüsseler Ring zu erreichen.
Bekannte, regelmäßig dort stattfindende Veranstaltungen sind u. a. die Landwirtschaftsfachmesse Agribex, die European Motor Show Brussels und die Batibouw, die größte Fachmesse für Bauen und Renovieren in Belgien. 1987 fand der 32. Eurovision Song Contest im Eeuwfeestpaleis (Palais 5) statt.

## Geschichte
Für die Weltausstellung von 1935 wurde mit dem Bau von fünf Palais begonnen. Das Prunkstück war Palais 5, auch als Grand Palais oder Eeuwfeestpaleis bekannt, und wird noch stets genutzt. Ein Jahr später begann man mit der Organisation von Ausstellungen, Handelsmessen, Kongressen und anderen Veranstaltungen. Am Ende der 1940er Jahre wurde der heutige Palais 4 hinzugefügt. Um 1957 entstanden die Palais 7, 8 und 9 sowie die Patio. 1958 wurden für die Weltausstellung Expo 58 verschiedene Gebäude hinzugefügt, zu dieser Zeit wurde auch das Atomium errichtet. 1977 wurde Palais 11 gebaut, 1989 folgte der Palais 12 (heute: ING Arena) und 1993 das Auditorium. Die ING Arena wurde in den 2010er Jahren in eine Konzert- und Veranstaltungsarena umgebaut und 2013 wiedereröffnet. 2019 war die Halle eine von neun Spielstätten der Volleyball-Europameisterschaft der Männer.